# Hippocampus camelopardalis
Hippocampus camelopardalis és una espècie de peix de la família dels singnàtids i de l'ordre dels singnatiformes.

## Morfologia
Els mascles poden assolir els 10 cm de longitud total.

## Distribució geogràfica
Es troba a Zanzíbar (Tanzània), Moçambic i False Bay (Sud-àfrica).